# Theodor Andrei
Theodor Andrei (n. 9 octombrie 2004, București România) este un interpret, actor și compozitor român. El a reprezentat România la ediția din 2023 a Concursului Muzical Eurovision de la Liverpool cu melodia D.G.T. (Off and On).

## Biografie
Theodor Andrei este un tânăr interpret, actor și compozitor român. Theodor a reprezentat Romania la Concursul Muzical Eurovision din 2023 cu piesa “D.G.T (Off And On)” care a castigat cu peste 5000 de voturi Selectia Nationala. Acesta este cel mai tânăr reprezentant al României la Concursul Muzical Eurovision din toate timpurile și singurul care a avut curajul sa spună lucrurilor pe nume după încheierea competiției, acesta expunând felul în care a fost tratat și îngrădit de către Televiziunea Națională Română în podcastul “Fără Perdea” al lui The Watcher. Theodor a fost concurent până în Bootcamp la X Factor Romania (sezonul 9 - 2020) și semifinalist în primul sezon al emisiunii Vocea Romaniei Junior (2017). Theodor a lansat albumul sau de debut “FRAGIL.”, ce conține 13 piese, in toamna anului 2022 sub egida Electrecord, album care contine 3 piese premiate in festivaluri naționale și internaționale de compoziție, precum “Nu Mai Vreau Sentimente”, “Selectiv” și “O Să Te Iubesc”, dar cea mai importanta distincție este “Premiul pentru cea mai buna compoziție muzicala a unui cantător în 2022” cu piesa “Artist” la Gala Premiilor “Radar de Media” 2022.  A jucat în primul spectacol de revistă pus în scenă de tinerii din România - revista “Nepoții lui Tănase”, la Teatrul de Revistă “Constantin Tănase” din București (decembrie 2018 - iunie 2019), în regia lui Alin Gheorghisan. Au urmat multe alte spectacole de teatru din care menționam “Amadeus” (rolul lui Mozart – în regia lui Radu Solcanu si Julieta Georoiu), “Sub Aceeasi Stea” (în regia lui Petru Georoiu), “Vivat Academia” (in regia lui Andrei Gheorghe) sau “Daca Noi Ne Iubim” (în regia Julietei Georoiu) – musicalul făcut pe muzica legendarei trupe Holograf. Theodor a câștigat nenumărate premii și distincții în festivaluri naționale și internaționale. Marele Trofeu al Festivalului “Teleorman Pop Fest” 2022, Marele Trofeu al Festivalului “Mihaela Runceanu” 2022, Premiul Uniunii Muzicologilor și Compozitorilor din România la Festivalul International “George Grigoriu” 2022, Premiul “Best Stage Presence” la Festivalul International “Silver Yantra” din Bulgaria 2019, Premiul pentru “Cel mai bun Actor în Rol Principal” pentru rolul “Eduard” din comedia “Paravan. Doua Telefoane” de Matei Lucaci-Grunberg, în regia lui Petru Georoiu, la Festivalul International de Teatru “Grigore Vasiliu Birlic”, Marele Trofeu al Festivalului de Comedie “Stefan Mihailescu-Braila” si Premiul 1 cu spectacolul “O Floare De Zapada” (regia Theodor Andrei) la același festival. In materie de regie a fost premiat inclusiv de binecunoscutul Nae Caranfil cu distinctia de “Cea mai buna regie a unui scurtmetraj” la Festivalul National de Teatru si Film “Festin” 2022 pentru pelicula “neintenționat: Un Majorat Confuz” – în regia lui Theodor. Cel care a descoperit talentul lui Theodor la compoziție este maestrul Dan Dimitriu, compozitor, orchestrator, dirijor. Theodor a dublat în limba romana personajul “Prince Wednesday (Prințul Miercuri)” din serialul animat pentru copii “Daniel Tiger’s Neighbourhood (Cartierul Tigruțului Daniel)” pentru Netflix. 

## Discografie

### Albume
| Titlu  | Informații                                                  |
| ------ | ----------------------------------------------------------- |
| Fragil | - Lansare: 15 octombrie 2022 - Casa de discuri: Electrecord |

### Singles
- 2017 – Young and Sweet
- 2018 – Și dacă azi zâmbesc
- 2019 – Stelele de pe cer
- 2019 – Nu te mira ca nu te place
- 2020 – Nu le place
- 2020 – Nu mai vreau sentimente (con Oana Velea)
- 2020 – Beatu' ăsta fire
- 2020 – Crăciunul ăsta
- 2021 – Genul meu
- 2021 – Selectiv
- 2021 – Tatuaj
- 2022 – Țigări mentolate (con Valentina)
- 2022 – Prigoria Teen Fest (con Shtrood)
- 2022 – D.G.T. (Off and On)
- 2023 – ARTIST
- 2023 – AROGVNT
- 2024 – Preludiu: ECHILIBRU.
- 2024 – FANTOMA
- 2024 – ZENDAYA (con NIȚĂ)

## Premii
Theodor a câștigat nenumărate premii și distinctii la festivaluri naționale și internaționale. Printre cele mai notabile premii se numără:
- Premiul 1 la Festivalul Alexandria Pop Fest în 2019,
- Premiul Best Stage Presence la festivalul Silver Yantra (din Veliko Tarnovo, Bulgaria) în anii 2017 și 2019,
- Premiul 3 la Festivalul Florin Bogardo în 2018,
- Premiul 3 la Festivalul Aurelian Andreescu , 2019